# Красноармейский район (Челябинская область)
Красноармейский район — административно-территориальная единица (район) и одноимённое муниципальное образование (муниципальный район) в Челябинской области Российской Федерации.
Административный центр — село Миасское.

## География
Один из самых больших по числу сельских жителей районов области. Расположен вдоль границы с Курганской областью. На западе примыкает к областному центру городу Челябинску. На территории района находится памятник природы, место массового отдыха озеро Сугояк.

## История
Районный центр село Миасское, основанное в 1736 году как сторожевая крепость на дороге к новостроящейся Оренбургской крепости. На территории района расположен ряд старинных поселений, таких как Бродокалмак, Русская Теча.
Красноармейский район образован 13 января 1941 года из части территорий Сосновского и Щучанского районов, а также территории, подчинённой Копейскому горсовету.
12 октября 1959 года к Красноармейскому району был присоединён Бродокалмакский район.

## Население
| \| 2002[7] \| 2005[8] \| 2006[8] \| 2007[8] \| 2008[8] \| 2009[9] \| 2010[10] \| \| -------- \| -------- \| -------- \| -------- \| -------- \| -------- \| -------- \| \| 43 553 \| ↘42 575 \| ↘42 043 \| ↘41 544 \| ↗41 597 \| ↗43 892 \| ↘41 710 \| \| 2011[11] \| 2012[12] \| 2013[13] \| 2014[14] \| 2015[15] \| 2016[16] \| 2017[17] \| \| ↗41 844 \| ↗42 480 \| ↗43 087 \| ↘43 049 \| ↘42 094 \| ↗42 225 \| ↗42 494 \| \| 2018[18] \| 2019[19] \| 2020[20] \| 2021[21] \| 2023[4] \| \| \| \| ↘41 847 \| ↘41 368 \| ↗41 614 \| ↗47 935 \| ↗49 158 \| \| \| 10 000 20 000 30 000 40 000 50 000 2007 2012 2017 2023 |         |         |         |         |         |         |
| 2002 | 2005    | 2006    | 2007    | 2008    | 2009    | 2010    |
| 43 553 | ↘42 575 | ↘42 043 | ↘41 544 | ↗41 597 | ↗43 892 | ↘41 710 |
| 2011 | 2012    | 2013    | 2014    | 2015    | 2016    | 2017    |
| ↗41 844 | ↗42 480 | ↗43 087 | ↘43 049 | ↘42 094 | ↗42 225 | ↗42 494 |
| 2018 | 2019    | 2020    | 2021    | 2023    |         |         |
| ↘41 847 | ↘41 368 | ↗41 614 | ↗47 935 | ↗49 158 |         |         |

### Национальный состав
Русские (81,2 %), татары (7 %), башкиры (6,1 %), немцы (1,3 %), украинцы (1,2 %).
Татарский населённый пункт: Ачликуль. Башкирские населённые пункты: Таукаево и Якупово. Ранее немецким поселением являлся посёлок Лазурный. Была на территории района эстонская деревня Слава.

## Территориальное устройство
Красноармейский район как административно-территориальная единица области делится на 15 сельсоветов. Красноармейский муниципальный район, в рамках организации местного самоуправления, включает 15 муниципальных образований со статусом сельских поселений:
| №  | Муниципальное образование           | Административный центр     | Количество населённых пунктов | Население (чел.) | Площадь (км²) |
| -- | ----------------------------------- | -------------------------- | ----------------------------- | ---------------- | ------------- |
| 1  | Алабугское сельское поселение       | село Алабуга               | 6                             | ↘1314            | 360,02        |
| 2  | Баландинское сельское поселение     | посёлок ж-д. ст. Баландино | 4                             | ↗2306            | 17,30         |
| 3  | Берёзовское сельское поселение      | посёлок Октябрьский        | 10                            | ↗3583            | 334,62        |
| 4  | Бродокалмакское сельское поселение  | село Бродокалмак           | 5                             | ↘3639            | 456,58        |
| 5  | Дубровское сельское поселение       | посёлок Дубровка           | 3                             | ↘1276            | 93,67         |
| 6  | Канашевское сельское поселение      | село Канашево              | 7                             | ↘4877            | 329,17        |
| 7  | Козырёвское сельское поселение      | посёлок Мирный             | 4                             | ↘2902            | 169,97        |
| 8  | Лазурненское сельское поселение     | посёлок Лазурный           | 8                             | ↗5055            | 166,21        |
| 9  | Луговское сельское поселение        | посёлок Луговой            | 5                             | ↗1529            | 228,49        |
| 10 | Миасское сельское поселение         | село Миасское              | 4                             | ↗12 404          | 182,07        |
| 11 | Озёрное сельское поселение          | посёлок Петровский         | 5                             | ↗4487            | 101,43        |
| 12 | Русско-Теченское сельское поселение | село Русская Теча          | 4                             | ↘1232            | 489,13        |
| 13 | Сугоякское сельское поселение       | село Сугояк                | 4                             | ↗1368            | 495,26        |
| 14 | Теренкульское сельское поселение    | деревня Теренкуль          | 2                             | ↗447             | 186,60        |
| 15 | Шумовское сельское поселение        | село Шумово                | 7                             | ↗2192            | 231,51        |

### Населённые пункты
В Красноармейском районе 77 населённых пунктов.
| №  | Населённый пункт     | Тип               | Население | Муниципальное образование           |
| -- | -------------------- | ----------------- | --------- | ----------------------------------- |
| 1  | Адищево              | деревня           | ↗8        | Берёзовское сельское поселение      |
| 2  | Алабуга              | село              | ↘846      | Алабугское сельское поселение       |
| 3  | Анфалово             | деревня           | ↘9        | Канашевское сельское поселение      |
| 4  | Ачликуль             | село              | ↘519      | Алабугское сельское поселение       |
| 5  | Баландино            | посёлок ж.д. ст.  | ↗583      | Баландинское сельское поселение     |
| 6  | Беликуль             | село              | ↘170      | Русско-Теченское сельское поселение |
| 7  | Береговой            | посёлок           | ↗337      | Баландинское сельское поселение     |
| 8  | Берёзово             | посёлок           | ↘282      | Берёзовское сельское поселение      |
| 9  | Берсеневка           | деревня           | ↗180      | Канашевское сельское поселение      |
| 10 | Боровое              | деревня           | ↘237      | Бродокалмакское сельское поселение  |
| 11 | Бродокалмак          | село              | ↘3046     | Бродокалмакское сельское поселение  |
| 12 | Ванюши               | деревня ж.д. рзд. | ↗81       | Берёзовское сельское поселение      |
| 13 | Дубровка             | посёлок           | ↘1430     | Дубровское сельское поселение       |
| 14 | Жарки                | деревня           | ↘3        | Берёзовское сельское поселение      |
| 15 | Ильино               | деревня           | ↗32       | Миасское сельское поселение         |
| 16 | Кадкуль              | деревня           | ↘22       | Алабугское сельское поселение       |
| 17 | Калиновка            | деревня           | ↗28       | Канашевское сельское поселение      |
| 18 | Калуга-Соловьёвка    | село              | ↘440      | Канашевское сельское поселение      |
| 19 | Камышинка            | деревня           | ↗47       | Луговское сельское поселение        |
| 20 | Канашево             | село              | ↗3264     | Канашевское сельское поселение      |
| 21 | Кирды                | село              | ↘254      | Сугоякское сельское поселение       |
| 22 | Козырево             | деревня           | ↘69       | Берёзовское сельское поселение      |
| 23 | Кошкуль              | деревня           | ↘6        | Сугоякское сельское поселение       |
| 24 | Круглое              | деревня           | ↗331      | Баландинское сельское поселение     |
| 25 | Кулат                | деревня           | ↘14       | Луговское сельское поселение        |
| 26 | Курейное             | посёлок           | ↗197      | Козырёвское сельское поселение      |
| 27 | Лазурный             | посёлок           | ↘1759     | Лазурненское сельское поселение     |
| 28 | Лесной               | посёлок           | ↗406      | Козырёвское сельское поселение      |
| 29 | Луговой              | посёлок           | ↗775      | Луговское сельское поселение        |
| 30 | Малиновка            | посёлок           | ↘0        | Дубровское сельское поселение       |
| 31 | Межевой              | посёлок           | ↗11       | Шумовское сельское поселение        |
| 32 | Миасское             | село              | ↗11 296   | Миасское сельское поселение         |
| 33 | Мирный               | посёлок           | ↗2073     | Козырёвское сельское поселение      |
| 34 | Нижнепетропавловское | село              | ↘307      | Русско-Теченское сельское поселение |
| 35 | Новый                | посёлок           | ↘135      | Лазурненское сельское поселение     |
| 36 | Озёрный              | посёлок           | ↘315      | Озёрное сельское поселение          |
| 37 | Октябрьский          | посёлок           | ↘1323     | Берёзовское сельское поселение      |
| 38 | Пашнино              | село              | ↗420      | Канашевское сельское поселение      |
| 39 | Пашнино 1-е          | деревня           | ↘313      | Лазурненское сельское поселение     |
| 40 | Пашнино 2-е          | деревня           | ↘88       | Лазурненское сельское поселение     |
| 41 | Песчаный             | посёлок           | ↘137      | Луговское сельское поселение        |
| 42 | Петровский           | посёлок           | ↗1735     | Озёрное сельское поселение          |
| 43 | Печёнкино            | деревня           | ↘144      | Луговское сельское поселение        |
| 44 | Попово               | село              | ↘189      | Бродокалмакское сельское поселение  |
| 45 | Привольный           | посёлок           | ↘38       | Лазурненское сельское поселение     |
| 46 | Пятково              | деревня           | ↘187      | Шумовское сельское поселение        |
| 47 | Разъезд № 6          | посёлок           | ↘51       | Дубровское сельское поселение       |
| 48 | Родник               | посёлок           | ↘371      | Берёзовское сельское поселение      |
| 49 | Русская Теча         | село              | ↘1129     | Русско-Теченское сельское поселение |
| 50 | Саломатово           | деревня           | ↘74       | Теренкульское сельское поселение    |
| 51 | Сафоново             | деревня           | ↗167      | Шумовское сельское поселение        |
| 52 | Севастьяново         | село              | ↘73       | Берёзовское сельское поселение      |
| 53 | Слава                | посёлок           | ↘352      | Лазурненское сельское поселение     |
| 54 | Сосново              | деревня           | ↘49       | Алабугское сельское поселение       |
| 55 | Сугояк               | село              | ↘915      | Сугоякское сельское поселение       |
| 56 | Сычёво               | деревня           | ↘291      | Озёрное сельское поселение          |
| 57 | Тавранкуль           | село              | ↘272      | Бродокалмакское сельское поселение  |
| 58 | Таукаево             | село              | ↗600      | Канашевское сельское поселение      |
| 59 | Теренкуль            | деревня           | ↘434      | Теренкульское сельское поселение    |
| 60 | Тирикуль             | деревня           | ↘84       | Бродокалмакское сельское поселение  |
| 61 | Усольцево            | посёлок           | ↘328      | Сугоякское сельское поселение       |
| 62 | Устьянцево           | село              | ↘293      | Шумовское сельское поселение        |
| 63 | Фёдоровка            | деревня           | ↗65       | Баландинское сельское поселение     |
| 64 | Феклино              | село              | ↘113      | Алабугское сельское поселение       |
| 65 | Фроловка             | деревня           | ↗424      | Берёзовское сельское поселение      |
| 66 | Ханжино              | село              | ↗316      | Берёзовское сельское поселение      |
| 67 | Харино               | село              | ↘264      | Миасское сельское поселение         |
| 68 | Худяково             | деревня           | ↗202      | Козырёвское сельское поселение      |
| 69 | Черёмушки            | посёлок           | ↘241      | Лазурненское сельское поселение     |
| 70 | Черкасово            | село              | ↗457      | Миасское сельское поселение         |
| 71 | Чистый               | посёлок           | ↘22       | Лазурненское сельское поселение     |
| 72 | Чурилово             | деревня           | ↘32       | Озёрное сельское поселение          |
| 73 | Шабалтак             | деревня           | ↘51       | Алабугское сельское поселение       |
| 74 | Шибаново             | деревня           | ↘30       | Шумовское сельское поселение        |
| 75 | Шумово               | село              | ↘963      | Шумовское сельское поселение        |
| 76 | Шуранкуль            | деревня           | ↘73       | Русско-Теченское сельское поселение |
| 77 | Якупово              | село              | ↘447      | Шумовское сельское поселение        |

Упразднённые населённые пункты:
- 2023 год — посёлок Степной

## Экономика
Красноармейский район — сельскохозяйственный. Доля сельскохозяйственного производства составляет 70 процентов. Основные направления: производство молока, овощей, картофеля. Наибольший объём продукции производят ПАО «СХП «Красноармейское», ПАО «ПКЗ «Дубровский». Район производит около 26 процентов картофеля и 20 процентов овощей от объёма агропромшленной продукции области.
На территории действуют Баландинское месторождение мрамора, битумный завод — филиал ОГУП «Челябинскавтодор», три предприятия жилищно-коммунального хозяйства, АО «ДРСУ». Торговля представлена предприятиями различной формы собственности. Объём товарооборота предприятий потребкооперации составляет более 25 процентов. Политика поддержки малого предпринимательства носит целенаправленный, динамичный характер, что способствует созданию новых рабочих мест, формированию налоговой базы муниципального образования, а также решению иных социально-экономических вопросов. Объём выпуска товаров и услуг малыми предприятиями составляет более 20 процентов.

## Социальная сфера
На территории района в районном центре селе Миасском находятся институт агроэкологии — филиал ФГБОУ ВО «Южно-Уральский государственный аграрный университет», 71 общеобразовательное учреждение, сеть учреждений здравоохранения.
Красноармейский район один из лучших по уровню развития физической культуры и спорта в Челябинской области. Особенно сильны спортсмены в летних видах спорта. На протяжении последних трёх десятилетий Красноармейский район двадцать один раз становился победителем в областной летней олимпиаде «Золотой колос» в общекомандном зачёте. Здесь немало сильных спортсменов.
Выходит районная газета «Маяк».